# ザ・ヴォイス (オーディション番組)
『ザ・ヴォイス』（The Voice）は、オランダを皮切りに世界中にフォーマットしている音楽オーディション番組。エンデモル共同設立者のジョン・デ・モルとファンフェルゼンが製作総指揮である。『Xファクター』や『アイドルシリーズ』に対抗するため製作された。

## 概要
2010年にオランダで放送された『ザ・ヴォイス・オブ・ホーランド』が元祖。タイトルの通り、歌手のみを発掘する番組である。番組は審査員が歌声だけで審査をするブラインドオーディションから始まり、バトルラウンド、そして生放送でのライヴパフォーマンスで優勝者が決まる。なお、放映されていない地域でも各国のダイジェスト版がYouTube内の公式サイトで配信されているため、視聴手段がないわけではない。

## 選考方法
オーディション前、応募ビデオによって参加者の絞り込みが行われ、それを通過した者のみがオーディションに参加する権利を得られる。それ以降の流れは以下の通りである。
ブラインドオーディション
基本は4人の審査員によるオーディションだが、国やシーズンによっては二人一組の審査員がいる場合もある。まず、自己紹介はなくいきなり歌唱が始まる。この時、審査員たちは参加者に対して背を向けた状態で座っており、他のオーディション番組のような、外見などのその人物の情報を把握せず、タイトルにもなっている歌声だけで審査する。そして、審査員自らがコーチをしたい参加者の場合、設置されているボタンを押すと椅子が回転し参加者と対面する。その時、椅子の土台部分に文字が映り（英語圏など殆どの地域の場合、「I WANT YOU」直訳すると「あなたが欲しい」）、床が光るという演出が行われる（本家オランダ版を含め殆どの国では、ボタンを押した審査員の名前がフロアに表示されるなど、視覚的にわかる仕組みが採用されている。またブロックシステムを採用している国では、他の審査員からの指名の阻止をされた場合、赤文字で「BLOCKED」と表示され、その審査員がブロックされたことがわかるようになっている（他の審査員をブロックできるのはそのシーズンで1度きり。ただし、誰がその権利を行使したかは表示されないものの、審査員の言動からそれを行使した人物を推測することは可能である）。審査員も含め現場にいる人々から見れば、参加者の詳細な情報を知ることができるのは基本演奏後となる。
参加者側のルールは以下の通りである。
- 与えられた持ち時間の間は自由に歌うことができる。その際、楽器を持ち込んでの弾き語りも可能である。
- 指名がなかった場合、そこでオーディションは終了となるが、多くの場合即退場ではなく、審査員と対面し自己紹介や感想などの談笑後、周囲に見送られて会場を去る。
- 単独指名の場合、指名してくれた審査員にコーチをしてもらう。逆に複数指名となった場合、審査員による売り込みが行われ、参加者側がコーチしてもらいたい審査員を選ぶことができる。
- 審査員による強制終了はない。

審査員側のルールは以下の通りである。
- 演奏中にコーチを行うかを決めなくてはならない。
- 指名は演奏時間内ならいつでもよいが、一度押したボタンはキャンセルはできない。そのため、参加者から見れば一人でも指名された瞬間、次のステージへの進出が確定する。
- 指名できる人数はシーズンごとに決まっており、枠を使い切った場合、以降指名ができなくなる。安易に押してしまうと他の参加者を指名する枠が減ってしまうのは当然だが、使い切った後に登場した参加者を指名できなくなるというリスクもある。そのため、他の審査員が指名していても押さない審査員がいることや観客に好評な参加者であっても押されないのはこのためでもある。
- 枠を使い切った後は椅子が回転しなくなる仕組みだが、国やシーズンによっては椅子を回転させることができるケースもあり、その場合、床などは光らず、指名できないことが視覚的に表示される仕組みとなる。

バトルラウンド
シーズンごとに差異はあるが、基本は審査員兼コーチが選んだ（もしくは選ばれた）グループ内で争うこととなる。その過程で審査員たちはチームのメンバーたちの能力を向上させるため、アドバイスを与えていく。この時、有名人が各グループに1人参加し、審査員と共に通過者たちへのコーチを行う。チームメンバーの2人を互いに対戦させ、そのメンバーはコーチらの前で同じ歌で争う（シーズンによっては3人で争われたこともある）。大抵は勝者と敗者という展開だが、選べない場合、別の組み合わせで再度選考された回もある。これを通じて、ブラインドオーディションで選出されたメンバーの人数の半分まで減ることとなる。
ノックアウト
バトルラウンドの勝者が争われる展開となる。このラウンドでは、2人ずつの対戦となる点はバトルラウンドと一緒だが、聴衆のいるスタジオで争われ、こちらは出場者が自分の曲を選んで歌い、それを評価する。ノックアウトの場合、再度選考されることはなく、勝者と敗者という展開となり、敗れた側は基本その場で退場となる。そして、このラウンドで選ばれたメンバーがライブパフォーマンスへ進むこととなる。
- この2つのラウンドで選ばれなかった参加者（敗者）は、基本はそこで終了だが、スティール（直訳すれば「奪う」）と呼ばれる他の審査員（コーチ）が自分のチームに引き入れる事が出来るシステムがあり、各コーチは両ラウンドを通じてそれを使用できるため、それによって次のステージへ進める可能性がある。また、ノックアウトに関しては、セーブと呼ばれる救済システムもある、対戦させつつも、敗退させたくないメンバーの場合、各コーチはそのメンバーを救済して、そのメンバーを次に進めさせることができる。ただし、この敗者復活の枠は基本1人分しかないため、スティールもしくはセーブどちらかを使った場合、もう片方は基本使えなくなる仕組みとなるが、国やシーズンによっては枠が2人分ある場合もあるため、その場合両方使うことが可能であり、回によっては複数のコーチがスティール使った時もある。その場合、メンバーはスティールを押したコーチから選ぶこととなる

ライヴパフォーマンス
決勝トーナメント方式のラウンドとなる。内容についてはシーズンごとに差異があるものの、生放送で各グループで勝ち上がってきたメンバーは、そのグループ内で最後の一人になるまで争われ、その際、視聴者たちはお気に入りの候補に投票し、その投票結果とコーチたちの判断により生放送内で誰が残るか、誰が脱落するかが決まっていく。そして、各グループ内から勝ち上がってきた最後の一人が、”The Voice”の称号を手にするチャンスを与えられる。そして、その称号を手にしたもの＝優勝者には、レコーディング契約が与えられる。

## アメリカ版の出演者

### 概要
アメリカ合衆国・NBCでは2011年4月に放送開始。司会者にはラスト・コールのカーソン・デイリー、審査員にはクリスティーナ・アギレラ、シーロー・グリーン、アダム・レヴィーン、ブレイク・シェルトンといった豪華審査員を起用した。
翌2012年2月の第2シーズン初回放送は第46回スーパーボウル直後に放送され、3761万人が視聴した。
2018年、第14シーズンから新システムとして、1度だけ他の審査員を「ブロック（指名の阻止）」出来るシステムを採用（※2022年現在一部の地域のシリーズでは、このブロックシステムを採用している。他の審査員のブロックが出来るのは、そのシーズンで1度のみとなる）。

### 司会
- カーソン・デイリー

### 審査員

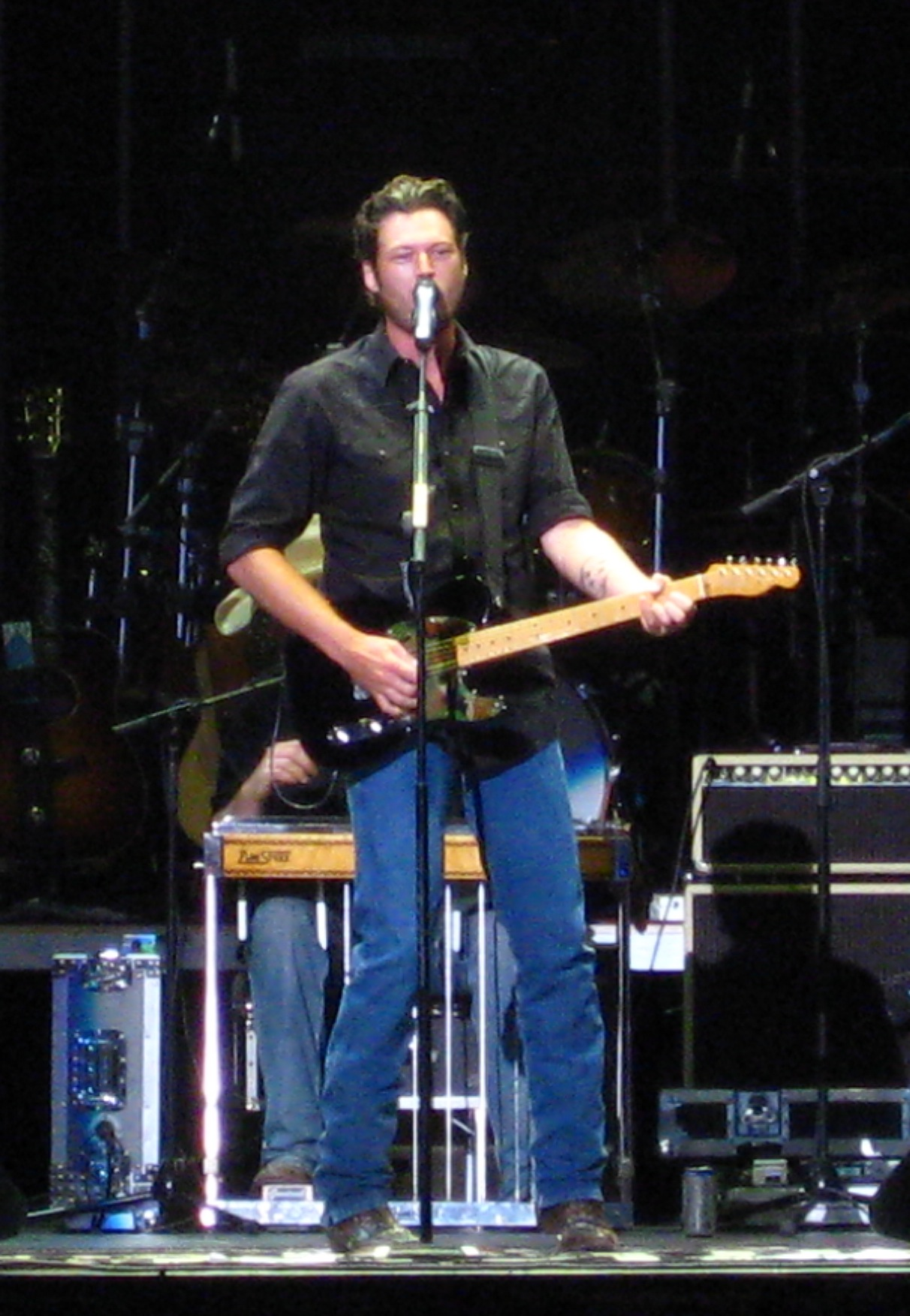
ブレイク・シェルトン

- ブレイク・シェルトン (- 2023) - カントリーミュージックの大御所。第1シーズンから初代審査員として歴代最長となる23シーズンに渡り審査員を務めた。
- アダム・レヴィーン （- 2019）- マルーン5のヴォーカリスト。ブレイク・シェルトンと共に初代審査員として第1シーズンから審査員をしていたが、2019年第16シーズンをもって番組を卒業。
- シーロー・グリーン（2011 - 2013）- 初代審査員
- クリスティーナ・アギレラ（2011 - 2013, 2015 - 2016？） - 初代審査員
- グウェン・ステファニー（2014 -　）- 2014年から断続的に審査員を継続。
- アッシャー （2013 - 2014）
- シャキーラ （2013 - 2014）
- ファレル・ウィリアムス （2014 - 2016）
- マイリー・サイラス（2017？ - 2018）
- アリシア・キーズ（- 2018）
- ケリー・クラークソン（2018 - 2021, 2023）
- ジェニファー・ハドソン（2016？- 2017？,2019）
- ジョン・レジェンド（2019 -）
- ニック・ジョナス（2020 -）
- ナイル・ホーラン (2023)
- スヌープ・ドッグ (2024)
- マイケル・ブーブレ (2024)

## イギリス版の出演者
司会者
- マーヴィン・ヒュームズ （2014 - ）
- エマ・ウィリス （2014 - ）
- ホリー・ウィロフビー （2012 - 2013）
- レジー・イェイツ （2012 - 2013）

審査員（太字は2019年8月現在の審査員）
- トム・ジョーンズ - 1960年代から活躍するイギリス音楽界の大御所。
- ウィル・アイ・アム - ブラック・アイド・ピーズのメンバー。
- カイリー・ミノーグ （2014）- オーストラリア出身のポップの歌姫。
- リッキー・ウィルソン （2014 -）- カイザー・チーフスのヴォーカリスト。
- ジェシー・J （2012 - 2013）- 実力派シンガーソングライター。
- ダニー・オドノヒュー（2012 - 2013）- ザ・スクリプトのヴォーカリスト。
- リタ・オラ（2015 -）- イギリス出身の人気シンガー。
- ジェニファー・ハドソン（2016-）- 通称「J HUD（ジェイ・ハド）」。アメリカのシンガー、女優。「アメリカンアイドル」出身。アメリカ合衆国版の審査員を兼任していた時期がある。
- ボーイ・ジョージ（2016）- カルチャー・クラブのヴォーカリスト。現在はオーストラリア版の審査員。
- パロマ・フェイス（？）- シンガーソングライター。
- ギャヴィン・ロスデイル（？）- ブッシュのヴォーカリスト。
- オリー・マーズ（2018-）- シンガーソングライター、司会者。「Xファクター」第6シーズン準優勝者。

## オーストラリア版の出演者
司会者
- Darren McMullen
- Faustina Agolley

審査員（太字は2019年8月現在の審査員）
- シール（2012-2013）- イギリス出身のソウルミュージシャン。
- ジョエル・マッデン（？）- アメリカのミュージシャン。グッド・シャーロットのメンバー。ベンジー・マッデンの双子の弟。
- デルタ・グッドレム（2012,2013, 2015 -）- オーストラリア出身のシンガーソングライター、ピアニスト、女優。
- リッキー・マーティン （2013 -） - プエルトリコ出身の歌手。
- キース・アーバン（2012）- オーストラリア出身、アメリカのカントリー歌手。妻はニコール・キッドマン。
- ウィル・アイ・アム（2014）- ブラック・アイド・ピーズのメンバー。現在はイギリス版の審査員。
- カイリー・ミノーグ（2014）- オーストラリア出身のポップの歌姫。
- ジェシー・J（2015 -）- 実力派シンガーソングライター。
- ベンジー・マッデン（2015 -）- アメリカのミュージシャン。グッド・シャーロットのメンバー。ジョエル・マッデンの双子の兄。妻はキャメロン・ディアス。
- ローナン・キーティング（2015？ -）- アイルランド出身のシンガー。
- ボーイ・ジョージ（2017-2020）- カルチャー・クラブのヴォーカリスト。かつてイギリス版の審査員をつとめていた事がある。
- ジョー・ジョナス（2017？- 2019）- アメリカ出身のミュージシャン、ダンサー。「DNCE」のリードシンガー。
- ケリー・ローランド（2017？ -）- アメリカ出身のR&Bシンガー、女優、ダンサー、モデル。夫はティム・ウィザースプーン。
- ガイ・セバスチャン（2019 -）- マレーシア出身のシンガーソングライター。「オーストラリアンアイドル」第1シーズン優勝者。

## 各国のシリーズ
- アルゼンチン：テレフェ（La Voz... Argentina）
- オーストラリア：ナイン・ネットワーク（The Voice）
- ブラジル：グローボ（The Voice Brasil）
- フランス：TF1（The Voice: la plus belle voix）
- フィンランド：ネロネン（The Voice of Finland）
- ドイツ：プロジーベン/Sat.1（The Voice of Germany）
- アイルランド：RTÉ One（The Voice of Ireland）
- イタリア：Rai 2：(The Voice of Italy（イタリア語版）)
- 中国：浙江衛星電視台（中国好声音 The Voice of China）
- メキシコ：アステカ・ウノ（La Voz）
- オランダ：RTL 4（The Voice of Holland）
- ノルウェー：TV 2（The Voice – Norges beste stemme）
- フィリピン：ABS-CBN（The Voice of the Philippines）
- ポーランド：TVP（The Voice of Poland）
- ポルトガル：RTP（The Voice Portugal）
- 韓国：Mnet（The Voice of Korea）
- スペイン：テレシンコ（La Voz）
- スウェーデン：TV4（The Voice Sverige）
- イギリス：BBC One（The Voice UK）
- アメリカ合衆国：NBC（The Voice）、テレムンド（La Voz）
- ベトナム：VTV（Giọng hát Việt: The Voice of Vietnam）
- マレーシア/ シンガポール: Astro AEC & HUB都会台 (The Voice: 决战好声)
- 日本：テレビ東京（The Voice Japan）